# Victor Dixen
Victor Dixen (1979) is een Franse auteur, vooral bekend door zijn Phobos-serie.

## Biografie
Victor Dixen heeft een Deense vader en een Franse moeder. Met zijn ouders en zus heeft hij op jonge leeftijd heel Europa door gereisd.  Hij heeft gewoond in Denver, Dublin en Singapore. Momenteel woont hij in New York. Zijn meest recente serie, Phobos, is vertaald in het Nederlands en in het Pools, en zal begin 2018 ook in het Engels verschijnen.

## Prijzen
- 2010: Grand Prix L'imaginaire, Beste Franstalige jeugdroman, Été mutant
- 2014: Grand Prix L'imaginaire, Beste Franstalige jeugdroman, La Prophétie de la Reine des neiges
- 2016: Prix Imaginales des Collegiens, Phobos